# Арианские школы в Беларуси
Арианские школы в Белоруссии — учебные заведения представителей реформационного движения в Белоруссии, известных под названием ариане, антитринитарии, литовские братья, социниане.
Начало арианству положил александрийский священник Арий (ок. 256—336). В XVI в. идеи арианства возродились и распространились в среде радикальных реформационных течений. Для некоторых белорусских мыслителей (С. Будный, В. Тяпинский, Л. Зизаний, С. Лован) эти идеи были исходным пунктом развития их рационалистических и натуралистических взглядов.

## Расположение
Арианство, как течение в христианстве, появилось в начале IV века в Римской империи. В XVI веке идеи арианства возродились в виде учения социниан, пришли они и в Великое княжество Литовское. Наиболее значительные социнианские общины были в Новогрудке, Ивье, Несвиже. При общинах открывались школы. Так, существовали школы в Ивье, Клецке, Любче, Лоске, Несвиже.
Школы имели 3-5 классов. Кроме богословия, в них изучались труды древних философов, греческий, латинский, польский и белорусский языки, риторика, этика, музыка, арифметика и др. Учились дети не только социниан, но и остальных католиков и православных.
Наиболее известной являлась школа в Ивье. В 1585—1593 годах её ректором был Ян Лициний Намысловский.
Во 2-й пол. XVI — нач. XVII в. существовали в Ивье, Клецке, Любче, Лоске, Несвиже, Новогрудке и других городах и местечках Белоруссии, где были наиболее значительные арианские общины.

## Обучение
Имели 3—5 классов. Кроме богословия, в школах изучались произведения древних мыслителей, греческий, латинский, древнееврейский, польский языки, риторика, этика, музыка, медицина, арифметика, физика и др. Воспитывали уважение к человеку и его разуму, учили самостоятельно мыслить. В арианских школах учились дети не только ариан, но также православных и католиков. Наиболее известной была арианская школа, или академия, в Ивье. В 1585—1593 годах её ректором был педагог и мыслитель Ян Лициний Намысловский.
В 1638 году декретом сейма Речи Посполитой была закрыта арианская академия в малопольском Ракове, в 1647 году ― арианские школы и типографии, а в 1658 году антитринитарии вообще были изгнаны из Речи Посполитой.